# Mallosia imperatrix
Mallosia imperatrix es una especie de escarabajo longicornio del género Mallosia, tribu Phytoeciini, subfamilia Lamiinae. Fue descrita científicamente por Abeille de Perrin en 1885.

## Descripción
Mide 32-40 milímetros de longitud.

## Distribución
Se distribuye por Líbano, Siria y Turquía.